# Lê Mộng Bảo
Lê Mộng Bảo (1923-2007) là một nhạc sĩ nhạc vàng trước năm 1975 với ca khúc nổi tiếng Đập vỡ cây đàn. Ông có một số bút danh khác là Tùng Vân, Tuyết Sơn, Anh Bảo, Hoa Linh Bảo.

## Cuộc đời
Lê Mộng Bảo sinh năm 1923 trong một gia đình người Phúc Kiến tại Huế. Ông từng là phóng viên báo Tiếng Dân của Huỳnh Thúc Kháng năm 1939. Năm 18 tuổi, ông ra Hà Nội học. Song song với học văn hoá và học nghề, ông còn thích âm nhạc nên đã thụ giáo nhạc sĩ Đặng Thế Phong về nhạc lý và vĩ cầm, thụ giáo nhạc sĩ Nguyễn Văn Thương về nhạc lý và sáng tác ca khúc. Ba năm sau, ông về Huế làm ở sở Bưu điện.
Năm 1948, Lê Mộng Bảo được giám đốc Nhà xuất bản Tinh Hoa là Tăng Duyệt mời về làm phụ tá điều hành việc chọn bài hát để xuất bản. Trong công việc phân phối và tiêu thụ những bản nhạc đã được in, ông thường về Hà Nội nên có nhiều dịp tiếp xúc và kết thân với những nhạc sĩ tiên phong thời đó, như Nguyễn Xuân Khoát, Lưu Hữu Phước, Bùi Công Kỳ, Văn Cao, Phạm Duy, Phan Huỳnh Điểu, Nguyễn Đình Phúc,... Năm 1952, ông được cử vào làm giám đốc chi nhánh ở Sài Gòn. Sau khi nhà xuất bản Tinh Hoa đóng cửa, ông thành lập Nhà xuất bản Tinh Hoa Miền Nam vào năm 1956, xuất bản được trên 200 nhạc phẩm mới của nhiều nhạc sĩ miền Nam.
| “             | Rõ ràng hơn là từ năm 1958 trở lại đây, nhà xuất bản không còn cung cấp món ăn âm nhạc cho công chúng nữa. Mà ngược lại, chính công chúng đi hỏi nhà xuất bản những bài mà họ thích. | ” |
| — Lê Mộng Bảo | |   |

Ông còn là một nhà thơ, ký bút hiệu Mộng Quỳnh, với những bài thơ in rải rác trên các tạp chí xuất bản tại Huế vào khoảng những năm 1950.
Năm 1955, ông hợp tác với Tô Kiều Ngân chủ trương tạp chí Sóng Nhạc cổ súy cho nền tân nhạc Việt Nam. Trên tạp chí này, Lê Mộng Bảo đă công bố biên khảo "Thử nhìn lại các dạng ca khúc Việt Nam trước và sau năm 1945 qua các giai đoạn". Trước đó, trên các báo Tin Nhạc (1947), Thư Thần Kinh (1950) và Rạng Đông (1958) cũng có đăng tải tài liệu "Lịch trình tiến hóa của nền Tân nhạc Việt Nam qua các giai đoạn" của ông. Bên cạnh đó, ông cũng thực hiện chương trình Hoa Tình Thương trên Đài Truyền hình Sài Gòn.
Năm 1973, ông được chính phủ Việt Nam Cộng hòa giao phụ trách lớp nhạc lý thuộc Viện Khoa học. Từ năm 1974 đến năm 1975, ông là chuyên viên báo chí, phụ tá Thứ trưởng đặc trách báo chí Bộ Thông tin Dân Vận Chiêu Hồi.
Sau sự kiện 30 tháng 4 năm 1975, ông bị chính quyền mới bắt đi cải tạo và bị tịch thu tài sản của nhà xuất bản Tinh hoa Miền Nam do ông làm chủ. Đến năm 1981 mới được thả về với đôi mắt bị thương tật. Dù không xuất hiện một lần nào trên sân khấu trước năm 1975 mà nay tình thế bắt buộc ông phải đi hát dạo, sống lây lất với nhóm Phi Thoàn, Khả Năng. Sau khi Khả Năng vượt biên rồi mất tích, Lê Mộng Bảo rời khỏi nhóm sống lây lất cho tới ngày sang Hoa Kỳ tỵ nạn theo diện HO ở San Jose, California năm 1993 và sống ở đó cho đến lúc mất vào ngày 8 tháng 10 năm 2007.

## Tác phẩm

### Viết một mình
- Ảo ảnh tình yêu
- Bông hồng của anh
- Bước vào thế kỷ
- Con mẹ đã về
- Còn gì cho em
- Chỉ còn cây đàn này thôi
- Chiều viễn xứ (1952)
- Dâng hoa
- Đàn bướm trắng[a]
- Đập vỡ cây đàn (Tùng Vân & Tuyết Sơn)
- Đi tìm anh
- Để kỷ niệm khi chúng mình xa nhau (Hoa Linh Bảo)
- Đêm liên hoan
- Giã từ thu cũ
- Giọng hát tìm em
- Hương duyên
- Hương Giang một chiều
- Không hiểu tại sao
- Lời mẹ dạy
- Mùa ve sầu
- Mùa xuân quê hương
- Nghe lời chim hót
- Người mẹ hiền (Mộng Quỳnh)
- Nguyện cầu cho tuổi hai mươi
- Nhớ thương Hàn Mặc Tử[6]
- Những đợt sáng mang tên hòa bình
- Nửa đêm thức giấc
- Phận nghèo
- Sao không về thăm em
- Sao lừa dối em (Tuyết Sơn)
- Tâm sự chinh phu
- Tiếc thương (Hoa Linh Bảo)
- Tìm được người yêu
- Tìm em
- Tìm lại quê hương
- Tìm nhau giữa mùa xuân (Hoa Linh Bảo)
- Tình chỉ đẹp khi mùa xuân đến
- Tình đàn
- Tình đẹp thiên thu
- Tình Lan và Điệp (Mộng Quỳnh)
- Thân phận
- Thân phận tôi nghèo (Anh Bảo)
- Thông cảm
- Thương về quán trọ (Hoa Linh Bảo)
- Xa anh rồi (Tuyết Sơn)

### Viết chung với nhạc sĩ khác
- Bến nước tình quê (với Mạnh Phát)
- Bọt bèo (Lê Mộng Bảo - Song Kim)
- Cô gái miền Nam (lời Hồ Đình Phương)
- Dư hương (lời Hồ Đình Phương)
- Đổi thay (Hoa Linh Bảo - Hoàng Liên)
- Hãnh diện (Hoa Linh Bảo - Song Kim)
- Hỏi anh hỏi em (Hoàng Liên - Hoa Linh Bảo)[7]
- Khi hoàng hôn xuống (Ngọc Thư Trang - Hoa Linh Bảo)
- Kỷ niệm một chiều mưa (Ngọc Thư Trang - Hoa Linh Bảo)
- Lời yêu thành phố (Lê Mộng Bảo - Song Kim)
- Một lời chưa ngỏ (Đặng Nhuận - Lê Mộng Bảo)
- Nếu yêu tôi (Hoa Linh Bảo - Song Kim)
- Ngày về chiến thắng (với Tô Lang)
- Người vợ chiến sĩ (với Châu Kỳ)
- Nhạc đời (Thịnh Cường - Mộng Quỳnh)
- Nỗi niềm chưa ngỏ (Ngọc Thư Trang - Hoa Linh Bảo)
- Sầu ly hương (với Lam Phương)
- Tàn một đêm vui (vói Văn Phụng)
- Từ chối (Hoa Linh Bảo - Song Kim)
- Xin hiểu cho lính (Hoa Linh Bảo - Song Kim)
- Về thăm em (Hoa Linh Bảo - Song Kim)